# Mai-Britt Palmroth
Mai-Britt Palmroth, född 12 september 1930 i Örebro, död 6 februari 2020 i Simrishamn, var en svensk målare och grafiker.
Palmroth levde under sina unga år i Örebro och Stockholm men var senare bosatt i Simrishamn i Skåne. 
Mai-Britt Palmroth målade färgstarka målningar i olja, gouache och grafik. Hon har haft utställningar i New York, Tyskland och Sverige och är representerad i offentlig miljö.
Medverkade också i en tysk konstbok "Impressionen aus Österlen" av Wolfgang B. Horch.
Hennes konstnärskap karaktäriseras av färggehör, dragning åt det naiva och ständiga sökandet efter nya uttrycksformer. Från 1976 hade Palmroth utställningar runt om i Sverige – från Överkalix i norr till Skanör-Falsterbo i söder. 1981 representerade hon Sverige vid en stor internationell samlingsutställning i FN. Palmroth har ställt ut i Frankrike, Österrike, USA och Sydtyskland och är representerad i flera andra länder.